# 286e régiment d'infanterie
Le 286e régiment d'infanterie (286e RI) est un régiment d'infanterie de l'Armée de terre française constitué en 1914 avec les bataillons de réserve du 86e régiment d'infanterie.
À la mobilisation, chaque régiment d'active créé un régiment de réserve dont le numéro est le sien plus 200.

## Création et différentes dénominations
- Août 1914 : 286e régiment d'infanterie

## Historique des garnisons, combats et batailles du286eRI

### Première Guerre mondiale

#### Affectation
64e Division d'Infanterie d'août 1914 à juin 1916

## Drapeau
Il porte, cousues en lettres d'or dans ses plis, les inscriptions suivantes :
- Lorraine 1914

### Sources et bibliographie
Décision No 12350/SGA/DMPA/SHD/DAT du 14 septembre 2007 portant sur les inscriptions sur les drapeaux et étendards